# Orlando furioso (Vivaldi)

Première page du livret original

Orlando (plus communément connu dans les temps modernes comme Orlando furioso) est un opéra en trois actes d'Antonio Vivaldi avec un livret de Grazio Braccioli, d'après le poème éponyme écrit au XVIe siècle par L'Arioste. La première représentation eut lieu au Teatro Sant'Angelo de Venise en 1727. Le numéro du Catalogue Ryom de cette œuvre est le RV 728.

## Historique
En 1713, le Teatro Sant'Angelo dont Vivaldi était l'impresario, c'est-à-dire le directeur, présenta un opéra Orlando furioso du compositeur Giovanni Alberto Ristori avec un livret de Grazio Braccioli (numéro du Catalogue Ryom: RV Anh. 84). Devant le succès de cette œuvre, Vivaldi composa l'année suivante un opéra sur le même personnage (inspiré par ce temps de l'Orlando innamorato di Matteo Boiardo) avec de nouveau un livret de Grazio Braccioli : Orlando finto pazzo, qui n'eut vraisemblablement aucun succès, même si cela n'est pas démontré de manière certaine. Très rapidement, Vivaldi décida de le remplacer et de reprendre le Orlando furioso de Ristori auquel il apporta les modifications rendues nécessaires par les changements d'interprètes. C'est ainsi que fut présenté fin 1714 le premier Orlando furioso écrit par Vivaldi, même si sa contribution ne fut que partielle. Probablement aiguillonné par l'échec de son Orlando finto pazzo et de son travail à la va-vite pour son premier Orlando furioso, Vivaldi reprit ce thème une dizaine d'années plus tard. Des représentations d'un nouvel Orlando furioso dont seules les arias furent écrites par Vivaldi ont été mentionnées à Prague et Breslau en 1724 et 1725. Il ne reste plus de trace de ces créations. Finalement, c'est en 1727, que Vivaldi reprit le sujet dans son intégralité et que fut donnée la première représentation du Orlando furioso dans sa version connue aujourd'hui, mais sous le titre de Orlando. Le livret de Grazio Braccioli de 1713 fut en grande partie repris pour les récitatifs alors que la plupart des arias sont différentes. Une partie de ces dernières se trouvent déjà dans des opéras précédents comme Orlando finto pazzo ou Farnace datant lui aussi de 1727. L'auteur des modifications du livret est inconnu.
On dispose de peu d'informations sur l'accueil réservé à cette version de 1727 dans son ensemble. Il semble néanmoins certain que les airs ont connu un grand succès comme en témoigne la reprise par Vivaldi de nombreuses arias légèrement modifiées dans des opéras ultérieurs comme Atenaide (Florence, 1729), ou Semiramide (Mantoue, 1732).
Les arias de Orlando furioso sont en majorité de type allegro. Celles de type adagio sont rares.[réf. nécessaire]
Comme toute la production d'opéras de Vivaldi, Orlando furioso a connu une longue période d'oubli qui a duré plus de deux siècles. Le premier enregistrement ne fut réalisé qu'en 1978 sur une production du chef Claudio Scimone. L'intérêt que lui porta Cecilia Bartoli à la fin des années 1990 et l'entreprise du label Naïve d'enregistrer environ 450 œuvres de Vivaldi, la plupart jamais entendues depuis le XVIIIe siècle, ont totalement remis au goût du jour Orlando furioso, dans l'interprétation de l'ensemble Matheus dirigé par Jean-Christophe Spinosi.

## Personnages
| Rôle       | Voix                      | Interprètes à la création |
| ---------- | ------------------------- | ------------------------- |
| Orlando    | contralto (rôle travesti) | Lucia Lancetti            |
| Angelica   | soprano                   | Benedetta Serosina        |
| Alcina     | contralto                 | Anna Girò                 |
| Bradamante | contralto                 | Maria Caterina Negri      |
| Medoro     | contralto castrat         | Casimiro Pignotti         |
| Ruggiero   | contralto castrat         | Giovanni Andrea Tassi     |
| Astolfo    | basse                     | Gaetano Pinetti           |

L'opéra a parfois été surnommé « l'opéra des mezzos » car confié quasiment à la seule tessiture de mezzo-soprano/contralto.

## L'intrigue
L'action de l'opéra se déroule sur l'île de la vieille magicienne Alcina qui a établi son pouvoir en dérobant les cendres de Merlin l'enchanteur et qui par ses sorts séduit les chevaliers pénétrant sur l'île. Alcina a accueilli Angelica, fille du roi de Cathay, amoureuse de Medoro et désirée par le paladin Orlando. Au début du drame, arrivant sur l'île, Orlando est chargé de détruire la puissance d'Alcina. Son fidèle compagnon Astolfo s'y trouve déjà, ensorcelé par Alcina.

### Premier acte
Alcina promet à Angelica de lui rendre Medoro devenu introuvable et de la protéger des assiduités d'Orlando. Angelica trouve son bien-aimé Medoro agonisant après s'être échoué sur le rivage. La magicienne Alcina sauve la vie de Medoro. Orlando surgit et jaloux veut tuer Medoro. Alcina le sauve en le présentant comme le frère d'Angelica. Orlando demande pardon à Angelica qui le trompe en l'assurant de son amour tout en déclarant la même chose à Medoro. Restée seule, Alcina voit arriver le paladin Ruggiero et le séduit en le faisant boire une eau magique. La bien-aimée de Ruggiero, Bradamante, découvre Alcina et Ruggiero, qui ensorcelé ne la reconnaît pas. Bradamante s'enfuit désespérée.

### Deuxième acte
Bradamante se retrouve seule face à Ruggiero et grâce à un anneau magique rompt le sort qui ensorcelait Ruggiero. Celui-ci demande pardon mais Bradamante l'abandonne méprisante. Orlando tente de consoler Ruggiero en lui promettant des temps meilleurs. Astolfo est épris d'Alcina mais celle-ci le rejette et Astolfo décide de se venger. Bradamante et Ruggiero se retrouvent et se réconcilient. Angelica déclare son amour à Medoro et le persuade de la laisser agir pour se libérer d'Orlando. Angelica envoie alors Orlando dans la montagne hantée par un monstre pour chercher un vase magique, censé leur garantir un amour éternel. Malgré les mises en garde d'Astolfo, Orlando se retrouve piégé dans une caverne par un sort d'Alcina, mais réussit à s'échapper, prêt à se venger lui aussi. Angelica et Medoro célèbrent leurs noces sous le regard d'Alcina qui se lamente de la perte de Ruggiero. Angelica et Medoro gravent sur les arbres un témoignage de leur bonheur. Orlando découvre les inscriptions, devient fou de rage et perd la raison.

### Troisième acte
Ruggiero, Astolfo et Bradamante, croyant Orlando mort, préparent leur vengeance contre Alcina et invoquent la protection de la magicienne Melissa. Ils retrouvent Alcina devant le temple où sont conservées les cendres de Merlin. Alcina y invoque les dieux pour retrouver l'amour de Ruggiero. Bradamante se présente comme le chevalier Aldarico qui cherche à se venger de Ruggiero. Alcina tombe amoureuse d'Aldarico. Arrive Orlando qui devenu fou tient des propos incohérents et suscite la compassion de Ruggiero et Bradamante. Arrive Angelica. Alcina, Ruggiero et Bradamante jugent sévèrement son absence de pitié envers Orlando, en plein désarroi. Resté seul, Orlando voit la statue de Merlin et la prend pour Angelica. Il tente de s'en emparer et se bat contre Aronte, le gardien du temple, le tue, et avant de sombrer dans le sommeil arrache la statue ce qui provoque l'effondrement du monde et du pouvoir d'Alcina. Alcina, vaincue, réapparaît. Ruggiero et Bradamante l'empêchent de poignarder Orlando endormi. Arrivent Astolfo et les soldats de Logistilla. Orlando est réveillé et recouvre la raison. Alors qu'Alcina part en promettant sa vengeance, Orlando, plein de sagesse, pardonne Angelica et Medoro.

## Enregistrements
- Marilyn Horne, contralto (Orlando), Victoria de los Ángeles, soprano (Angelica), Lucia Valentini-Terrani, mezzo-soprano (Alcina), Lajos Kozma, ténor (Medoro), Carmen Gonzales, contralto (Bradamante), Sesto Bruscantini, baryton (Ruggiero), Nicola Zaccaria, basse (Astolfo) - I Solisti Veneti dirigés par Claudio Scimone (1978, Warner/Erato)
- Anne Desler, Nicki Kennedy, Mariana De Liso, Luca Dordolo - Coro da Camera Italiano ; Modo Antiquo dirigé par Federico Maria Sardelli (2002, CPO 777 095-2)
- Marie-Nicole Lemieux, alto (Orlando), Jennifer Larmore, mezzo-soprano (Alcina), Veronica Cangemi, soprano (Angelica), Blandine Staskiewicz, mezzo-soprano (Medoro), Ann Hallenberg, mezzo-soprano (Bradamante), Philippe Jaroussky, alto (Ruggiero), Lorenzo Regazzo, baryton-basse (Astolfo) - Ensemble Matheus dirigé par Jean-Christophe Spinosi (2004, Naïve OP30393 « Tesori del Piemonte, Vol. XXIV »)

## Cinéma
- 1990, téléfilm réalisé par Brian Large avec l'orchestre et les chœurs de L'Opéra de San Francisco.